# Lusotropicalismo
La parola Lusotropicalismo (o Luso-Tropicalismo), fu coniata per la prima volta dal sociologo brasiliano Gilberto Freyre per descrivere i caratteri distintivi dell'imperialismo portoghese ed è una credenza ed un movimento particolarmente forte durante la dittatura di António de Oliveira Salazar in Portogallo (il regime dell'Estado Novo), proponendo i portoghesi come colonizzatori migliori degli altri Paesi europei.
Si credeva che a causa del clima portoghese più caldo, alla vicinanza geografica all'Africa, e per essere stato visitato da romani, visigoti, mori e molte altre culture in tempi pre-moderni, i portoghesi fossero più umani, amichevoli, e adattabili ad altri climi e culture.
In più, già nel primo XX secolo, il Portogallo era da molto la potenza coloniale europea con la più vecchia presenza territoriale oltremare; in alcuni casi i suoi territori sono stati continuamente governati dai portoghesi attraverso cinque secoli. Il Lusotropicalismo celebra sia gli elementi mitologici che quelli attuali di democrazia razziale e civilizzazione nell'Impero portoghese, ed è stata una attitudine pro-mescolanza razziale riguardo alle colonie e ai territori oltremare.
L'esempio migliore si trova nel lavoro di Gilberto Freyre.

Il Lusotropicalismo può essere definitivo come segue: 
(«…Gilberto Freyre - il "Padre" del Lusotropicalismo…»)

## Gilberto Freyre sulle critiche che ha ricevuto
La vita di Gilberto Freyre, dopo la pubblicazione di "Casa-Grande & Senzala", è diventata una fonte eterna di spiegazioni. Egli ha ripetuto più volte che non ha creato il Mito di una democrazia razziale e che il fatto che nel suo libro venga identificato l'intenso intreccio fra "razze" in Brasile, non significa che ci sia una mancanza di pregiudizio o discriminazione. Lui ha puntualizzato su quanto molta gente abbia applaudito gli Stati Uniti per essere una "democrazia esemplare" dove schiavitù e segregazione razziale fu presente attraverso la maggior parte della storia degli Stati Uniti.
(Gilberto Freyre)
(Gilberto Freyre)
Le piantagioni di zucchero di canna furono introdotte nel Nuovo Mondo nel 1515. Il primo macchinario per rompere le canne ed estrarre lo zucchero fu costruito da Blas de Villasanta nel 1523 sul fiume Añasco, in quella che oggi è Porto Rico. Nel 1541, Gregorio de Santaolalla iniziò la costruzione di un aratro a Bayamon, e poi un altro macchinario per l'estrazione dello zucchero a Aybacoa. Nel 1546, Alonzo Perez Martel ha accettato un prestito per la costruzione di una macina industriale, non un aratro. È noto come a Porto Rico le piantagioni venissero coltivate da uomini bianchi, non neri, probabilmente a causa del fatto che Porto Rico nacque come una colonia-prigione. Loro, i prigionieri liberati vennero allenati al lavoro in un clima tropicale. Questo costituisce un contro-esempio alle teorie razziali basate sul clima o la geografia, come quella di Freyre, che l'uomo bianco sia inadatto al lavoro in condizioni tropicali. I prigionieri bianchi hanno anche aiutato lo sviluppo di Caienna nella Guyana francese, alla colonia penale dell'Isola del Diavolo.

## Origine del Lusotropicalismo
In Brasile, l'ideologia razziale che ha puntellato la schiavitù fu che gli schiavi, principalmente di origine sub-sahariana, erano innatamente inferiori a livello culturale e potevano essere utilizzati solo per lavorare nell'ambiente tropicale. Gli aborigeni brasiliani hanno provato di non essere abbastanza forti per supportare le malattie provenienti da fuori del Nuovo Mondo né la decimazione da parte degli europei. Una volta che la schiavitù fu abolita, l'élite brasiliana si rese conto che l'industrializzazione sarebbe stata la prossima fase di sviluppo e si trovarono di fronte una popolazione che in accordo con le loro ideologie fu incapace di diventare un lavoratore a livello industriale. Una nuova ideologia era necessaria. Il Lusotropicalismo propone il meticcio come superiore sia all'Europeo che all'Africano, e loro erano la sola popolazione capace di industrializzarsi nell'ambiente tropicale del Brasile.

## La visione salazarista
Per sostenere la sua politica coloniale, Antonio de Oliveira Salazar adottò la nozione di Lusotropicalismo di Gilberto Freyre, sostenendo che da quando il Portogallo è una nazione multiculturale, multirazziale e pluricontinentale (sin dal XV secolo), la perdita dei suoi territori oltremare, significherebbe la fine dell'indipendenza portoghese. In termini geopolitici, nessuna massa critica sarebbe utile a garantire l'autosufficienza dello Stato portoghese.
Salazar ha fortemente respinto le idee di Freyre per tutti gli anni '30, in parte perché Freyre affermava che i portoghesi erano più portati delle altre nazioni europee alla mescolanza, egli ha adottato il Lusotropicalismo solo dopo aver sponsorizzato Freyre a visitare il Portogallo ed alcuni suoi territori oltremare nel 1951 e nel 1952. Il lavoro di Freyre "Aventura e Rotina" fu il risultato di questo viaggio.